# Fort Novosel
Fort Novosel è un census-designated place (CDP) e luogo militare dell'Esercito degli Stati Uniti d'America situato nello stato dell'Alabama, nella contea di Dale.